# Mustafa Yumlu
Mustafa Yumlu (Trebisonda, 25 settembre 1987) è un calciatore turco, difensore dell'Erzurumspor FK.

## Palmarès

### Club

#### Competizioni nazionali
- Supercoppa di Turchia: 2

Trazbonspor: 2010
Akhisar Belediyespor: 2018
- Coppa di Turchia: 1

Akhisar Belediyespor: 2017-2018